# Haynesville (Louisiane)
Haynesville est une ville de la paroisse de Claiborne, dans l'État de Louisiane, aux États-Unis,. En 2020, elle compte une population de 2 039 habitants.

## Démographie
Lors du recensement de 2010, la ville comptait une population de 2 327 habitants, tandis qu'en 2020, elle s'élève à 2 039 habitants.